# Thor Kristensen
Thor Kristensen   (Silkeborg, 4 de juny de 1980) és un remer danès, ja retirat, guanyador d'una medalla olímpica.
El 2004 va prendre part en els Jocs Olímpics d'Estiu d'Atenes, on guanyà la medalla d'or en la prova del quatre sense timoner lleuger del programa de rem. Formà equip amb Thomas Ebert, Stephan Mølvig i Eskild Ebbesen.
En el seu palmarès també destaquen tres medalles en el Campionat del món de rem, des d'or i una de plata entre el 2001 i el 2003.